# Gare de Moûtiers - Salins - Brides-les-Bains
La gare de Moûtiers - Salins - Brides-les-Bains est une gare ferroviaire française de la ligne de Saint-Pierre-d'Albigny à Bourg-Saint-Maurice (dite aussi ligne de la Tarentaise), située sur le territoire de la commune de Moûtiers, à proximité de Salins-Fontaine et de Brides-les-Bains, dans le département de la Savoie, en région Auvergne-Rhône-Alpes.
Elle est mise en service en 1893 par la Compagnie des chemins de fer de Paris à Lyon et à la Méditerranée (PLM).
C'est une gare SNCF desservie toute l'année par des trains TER Auvergne-Rhône-Alpes, et en saison d'hiver, elle devient une gare internationale desservie par des TGV et des Eurostar.

## Situation ferroviaire
Établie à 480 mètres d'altitude, la gare de Moûtiers - Salins - Brides-les-Bains est située au point kilométrique (PK) 51,659 de la ligne de Saint-Pierre-d'Albigny à Bourg-Saint-Maurice, entre les gares ouvertes de Notre-Dame-de-Briançon et d'Aime-La Plagne.

## Histoire
La gare de Moûtiers a été mise en service le 1er juin 1893 lors du prolongement de la ligne d'Albertville à Moûtiers. Elle est restée terminus vingt ans, jusqu'à l'ouverture de la dernière section vers Bourg-Saint-Maurice, le 20 novembre 1913.
Elle est initialement dénommée « Moûtiers-Salins » puisque la commune de Brides-les-Bains possède déjà une gare desservie par un tramway au départ de Moûtiers. Son nom lui est finalement accolé après la disparition de cette liaison en 1928,.
À l'occasion des Jeux olympiques d'hiver de 1992, la gare a été reconfigurée : même si le bâtiment a été conservé, il lui a été ajouté une importante gare routière pour les correspondances par autocar vers les stations de ski, principalement des Trois Vallées.
En prévision des Championnats du monde de ski alpin 2023 à Courchevel et Méribel, des travaux d'accessibilité des quais et des bâtiments sont réalisés en 2022 et 2023.

## Service des voyageurs

### Accueil
Gare SNCF, elle dispose d'un bâtiment voyageurs, avec guichets et salle d'attente, ouvert tous les jours. Elle est équipée d'automates pour l'achat de titres de transport TER. Une boutique de presse est installée en gare.
Un souterrain permet la traversée des voies et le passage d'un quai à l'autre.

### Desserte
La gare de Moûtiers - Salins - Brides-les-Bains est desservie par des trains TER Auvergne-Rhône-Alpes sur les relations :
- Aix-les-Bains-Le Revard - Chambéry - Challes-les-Eaux - Bourg-Saint-Maurice ;
- Lyon-Part-Dieu - Chambéry - Challes-les-Eaux - Bourg-Saint-Maurice (uniquement les samedis en saison hivernale)[7].

Pendant la saison d'hiver, la gare est desservie par des trains de grandes lignes français et internationaux :
- des TGV inOui, sur les relations :
  - Paris-Gare-de-Lyon - Chambéry - Challes-les-Eaux - Bourg-Saint-Maurice (circule également en été),
  - Lille-Flandres - Chambéry - Challes-les-Eaux - Bourg-Saint-Maurice,
  - Nantes - Albertville - Bourg-Saint-Maurice ;
- un train Ouigo, sur la relation Paris-Gare-de-Lyon - Bourg-Saint-Maurice (tous les jours de décembre à mars) ;
- des trains Eurostar (ex-Thalys), sur la relation Amsterdam / Bruxelles-Midi / Lille-Europe (correspondance spécifique avec Londres) - Bourg-Saint-Maurice.

Trains à Moûtiers - Salins - Brides-les-Bains
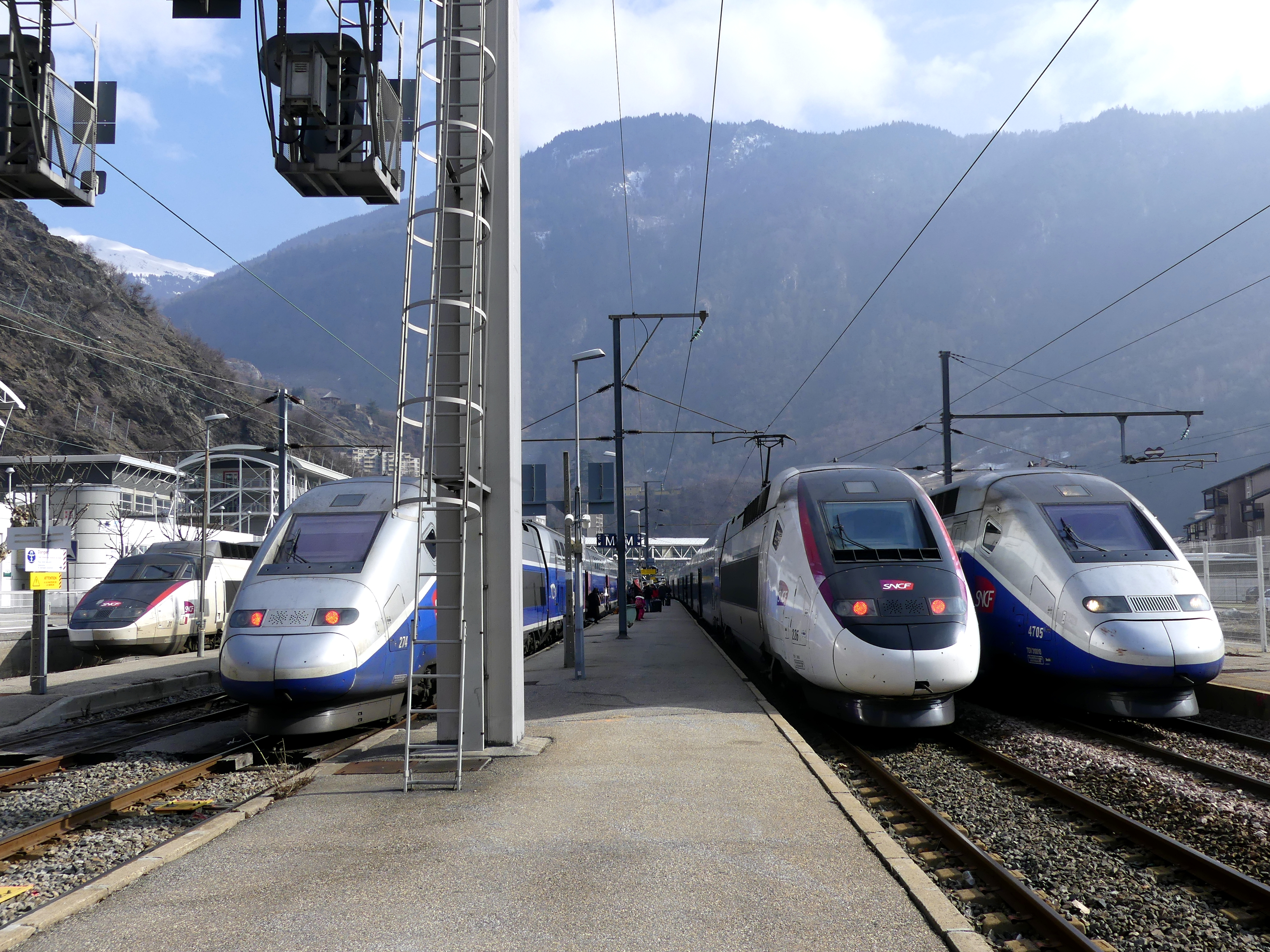
Chassé-croisé de TGV en hiver.
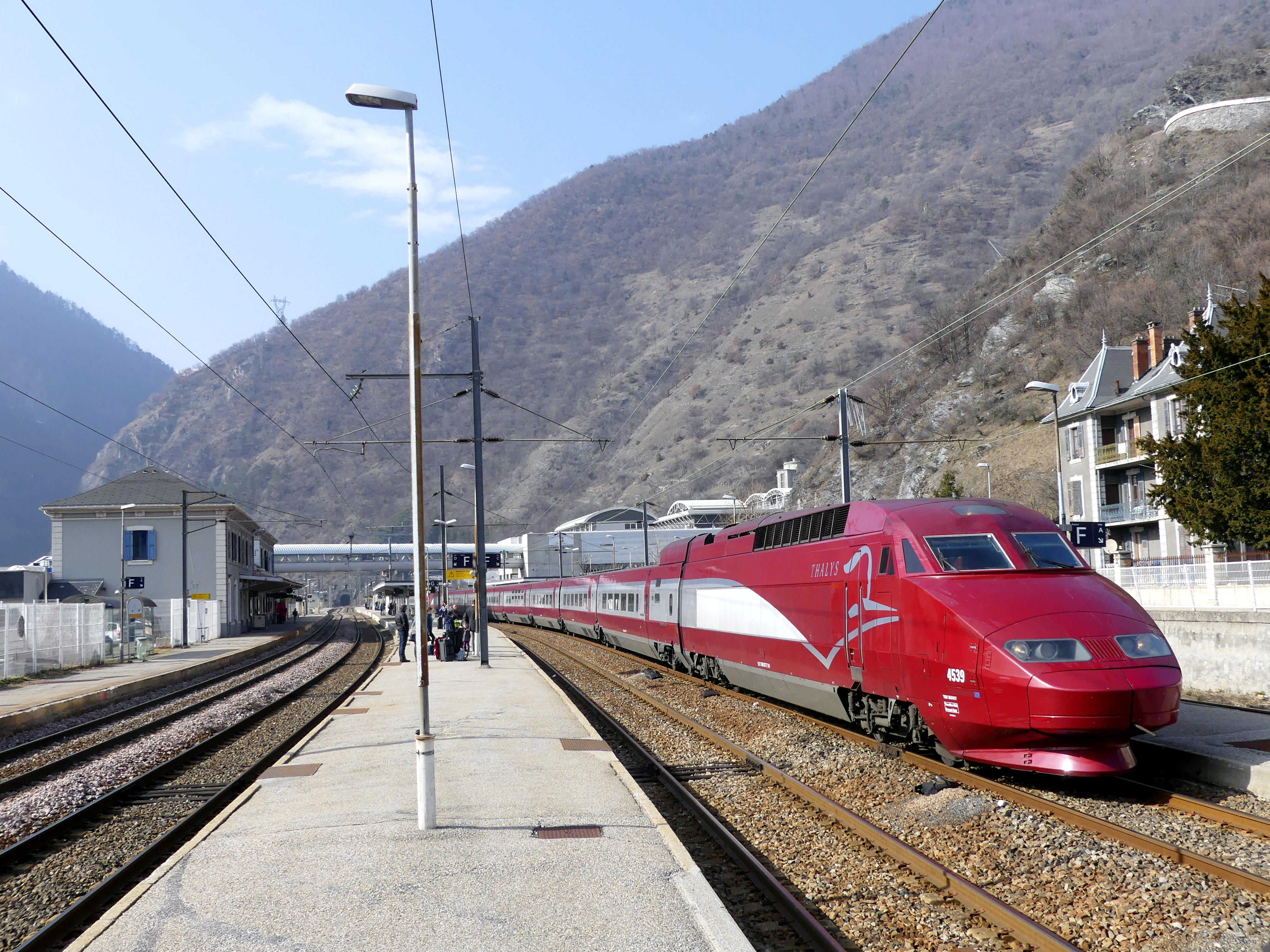
Thalys arrivant en gare.
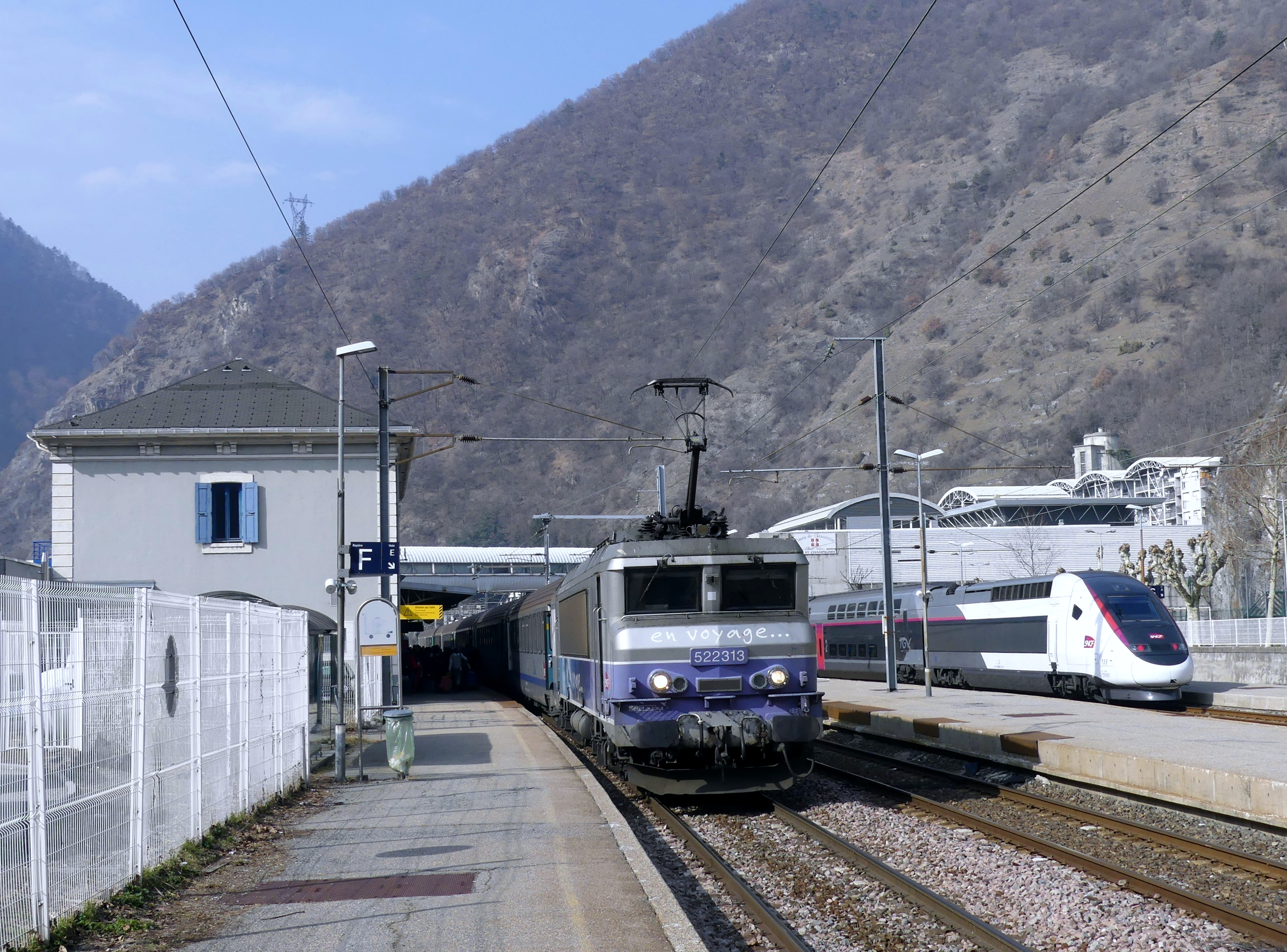
TER et TGV à Moûtiers en hiver.

### Intermodalité
Un parc à vélos et un parking sont aménagés à ses abords. La gare routière, située devant la gare, permet des dessertes par autocars des stations environnantes, notamment celles des Trois Vallées.